# Đoàn Thượng (xã)
Đoàn Thượng là một xã thuộc huyện Gia Lộc, tỉnh Hải Dương, Việt Nam.
Xã Đoàn Thượng có diện tích 5,57 km², dân số năm 1999 là 5.037 người, mật độ dân số đạt 904 người/km².
Tại xã Đoàn Thượng có đền thờ tổ họ Đoàn là Thượng thư Bộ Công triều Lý Nhân Tông Đoàn Văn Khâm và Đông hải Đại vương Đoàn Thượng (triều Lý Huệ Tông).